# Ravished Armenia
Ravished Armenia (sous-titré The Story of Aurora Mardiganian, the Christian Girl, Who Survived the Great Massacres) est un livre, témoignage d'Aurora Mardiganian écrit en 1918. L'ouvrage relate son expérience du génocide arménien.
Ce livre constitue le scénario du film Auction of Souls dans lequel Aurora Mardiganian joue son propre rôle. 

## Auction of Souls
Toutes les copies complètes connues du film ont été perdues. N'ont été conservées qu'une vingtaine de minutes du film original. Ces derniers ont été repris dans le film d'Inna Sahakyan, Aurora, l'étoile arménienne sorti en 2022.